# Vučipolje (Hrvace)
Vučipolje falu Horvátországban Split-Dalmácia megyében. Közigazgatásilag Hrvacéhez tartozik.

## Fekvése
Splittől légvonalban 37, közúton 55 km-re északra, Sinjtől 20 km-re, községközpontjától légvonalban 9, közúton15 km-re északnyugatra, a Dinári-hegység lábánál fekszik. A térséget északról a Debelo Brdo, délről a Svilaja, északkeletről a Dinári-hegység határolja. A dalmát Zagora településeihez hasonlóan több, szétszórt településrészből áll. Ezek többségben az itt birtokos családok neveit viselik: Budići, Glavurdići, Brkljačići, Šarići, Kudrići, Prološčići, Marunice, Domjanovići, Tomići és a legnagyobb, Gradina.

## Története
A település valamikor a 14. század végén keletkezett, melyet a Greblje nevű helyen előkerült néhány sírkő bizonyít. Az itt talált régészeti leletek alapján nem vonható kétségbe teljesen az a feltételezés sem, hogy már a római korban is volt itt település. A középkori település valószínűleg a 16. században 1536 körül szűnt meg, amikor a török Sinj várával együtt elfoglalta ezt a vidéket. A velencei seregek 1686-ban foglalták vissza a töröktől Sinj várát és vele együtt a mai Hrvace térségét. Ezt követően a velencei hatóságok irányításával és rámai ferences szerzetesek vezetésével Boszniából és Hercegovinából keresztény lakosság, köztük több száz pravoszláv család érkezett. A velencei-török háború után kialakult új hatalmi viszonyokat 1699-ben a karlócai béke szentesítette. A 18. század folyamán a lakosság éhínségnek és járványoknak is ki volt téve. A sinji ferences kolostor iratai között maradt fenn egy feljegyzés egy pestisjárvány idejéből egy családhoz tartozó hét halottról, akiknek egy sinji ferences atya adta fel az utolsó kenetet. Egy spanyolnátha járvány idején feljegyzik, hogy a faluban nem volt ház, ahol ne lett volna halálos áldozat. A járvány a lakosság negyedét érintette és hozzájárult egy nagyobb kivándorlási hullámhoz. 1797-ben a Velencei Köztársaság megszűnésével a település a Habsburg Birodalom része lett. 1806-ban Napóleon csapatai foglalták el és 1813-ig francia uralom alatt állt. Napóleon bukása után ismét Habsburg uralom következett, mely az első világháború végéig tartott. 1857-ben 248, 1910-ben 294 lakosa volt. Az I. világháború után rövid ideig az Olasz Királyság, ezután a Szerb-Horvát-Szlovén Királyság, majd Jugoszlávia része lett. A háború után a település a szocialista Jugoszlávia része lett. 1990. november 27-én egy földrengés okozott jelentős károkat a településen. 1991-től a független Horvátországhoz tartozik. A délszláv háború idején a település egy rövid időszaktól eltekintve horvát kézen maradt, tőle északra húzódott a Krajinai Szerb Köztársaság határa. 1991. szeptember 17-én a szerb szabadcsapatok és a JNA erői intéztek nagyobb támadást a település elfoglalására, de a horvátok megvédték azt. 19-én azonban a horvát erők kénytelenek voltak a védelmi vonalat a Peruča-tó déli oldaláig visszavonni a szerbek pedig kifosztották és felgyújtották a falu házait. A horvát hadsereg a „Peruča” fedőnevű katonai akció során szabadította fel a települést. A háború alatti harcokban kilenc helyi lakos esett el és több sebesült is volt a lakosság körében. A határövezetben levő falu lakossága csak az 1995 augusztusában végrehajtott „Vihar” hadműveletet követően lélegezhetett fel végleg, az aláaknázott határövezet azonban a harcok után is szedte áldozatait. A háborút követően a visszatért lakosság körében az aknák hat halálesetet okoztak, nyolcan pedig súlyosan megsérültek a robbanások következtében. Lakossága 2011-ben 107 fő volt, akik a zasioki plébániához tartoztak.

## Lakosság
| Lakosság változása | Lakosság változása | Lakosság változása | Lakosság változása | Lakosság változása | Lakosság változása | Lakosság változása | Lakosság változása | Lakosság változása | Lakosság változása | Lakosság változása | Lakosság változása | Lakosság változása | Lakosság változása | Lakosság változása | Lakosság változása |
| ------------------ | ------------------ | ------------------ | ------------------ | ------------------ | ------------------ | ------------------ | ------------------ | ------------------ | ------------------ | ------------------ | ------------------ | ------------------ | ------------------ | ------------------ | ------------------ |
| 1857               | 1869               | 1880               | 1890               | 1900               | 1910               | 1921               | 1931               | 1948               | 1953               | 1961               | 1971               | 1981               | 1991               | 2001               | 2011               |
| 248                | 536                | 301                | 361                | 358                | 294                | 664                | 253                | 390                | 415                | 361                | 293                | 207                | 174                | 113                | 107                |

## Nevezetességei
Keresztelő Szent János tiszteletére szentelt római katolikus temploma a falu temetőjében áll. Kőből épített egyhajós, négyszög alaprajzú épült. Homlokzatán a bejárat felett rózsaablakkal, oromzatán pengefalú harangtoronnyal, melyben egy harang található. A dombon levő templomhoz lépcsősor vezet fel. Búcsúünnepét június 24-én, a szent ünnepén tartják. A templom másik búcsúünnepe július 16. a Kármelhegyi boldogasszony ünnepe.

## Gazdaság
Az itt fújó erős szél a bóra miatt nagy lehetőség nyílik a szélerőművek kiépítésére. A gazdaság fejlesztésének másik iránya a Peruča-tó közelsége miatt a vízi turizmus fejlesztése, a vadászat és a horgászat. A településen termelőszövetkezet működik, mely főként méhészettel, mézfeldolgozással, méhészeti termékek előállításával foglalkozik. A szövetkezet használja a régi iskola épületét is, melyet a délszláv háború során a szerbek leromboltak, de a háború után újjáépítettek. Az épület szolgál a közösségi rendezvények megtartásának céljára is. A falu főutcája mentén egy kétfunkciós épület található, melynek egyik részében kétfajta golyósport pálya, másik részében pedig a háztáji termékeket, túrót, sonkát, bort és különböző helyi finomságokat árusító hely működik. Kudrići nevű településrészén egy vendéglátóhely található, ahol a kocsma mellett golyósport pálya és a háztáji állatokat bemutató kis állatkert is működik.

## Fordítás
Ez a szócikk részben vagy egészben  a   Vučipolje (Hrvace) című horvát Wikipédia-szócikk ezen változatának fordításán alapul.  Az eredeti cikk szerkesztőit annak laptörténete sorolja fel. Ez a jelzés csupán a megfogalmazás eredetét és a szerzői jogokat jelzi, nem szolgál a cikkben szereplő információk forrásmegjelöléseként.